# 35. ceremonia wręczenia nagród Brytyjskiej Akademii Filmowej
35. ceremonia rozdania nagród Brytyjskiej Akademii Sztuk Filmowych i Telewizyjnych.
 Najwięcej statuetek (po 3) otrzymały filmy Rydwany ognia i Kochanica Francuza.

## Nominacje
Laureaci oznaczeni są wytłuszczeniem

### Najlepszy film
- David Puttnam – Rydwany ognia
- Denis Héroux – Atlantic City
- Bill Forsyth, Davina Belling, Clive Parsons – Dziewczyna Gregory’ego
- Leon Clore, Karel Reisz – Kochanica Francuza
- Frank Marshall – Poszukiwacze zaginionej Arki

### Najlepszy aktor
- Burt Lancaster − Atlantic City
- Robert De Niro − Wściekły Byk
- Bob Hoskins − Długi Wielki Piątek
- Jeremy Irons − Kochanica Francuza

### Najlepsza aktorka
- Meryl Streep − Kochanica Francuza
- Mary Tyler Moore − Zwyczajni ludzie
- Maggie Smith − Kwartet
- Sissy Spacek − Córka górnika

### Najlepszy aktor drugoplanowy
- Ian Holm − Rydwany ognia
- Denholm Elliott − Poszukiwacze zaginionej Arki
- John Gielgud − Artur
- Nigel Havers − Rydwany ognia

### Najlepsza reżyseria
- Louis Malle − Atlantic City
- Bill Forsyth − Dziewczyna Gregory’ego
- Hugh Hudson − Rydwany ognia
- Karel Reisz − Kochanica Francuza

### Najlepszy scenariusz
- Bill Forsyth − Dziewczyna Gregory’ego
- John Guare − Atlantic City
- Harold Pinter − Kochanica Francuza
- Colin Welland − Rydwany ognia

### Najlepsze zdjęcia
- Geoffrey Unsworth, Ghislain Cloquet − Tess
- Freddie Francis − Kochanica Francuza
- Douglas Slocombe − Poszukiwacze zaginionej Arki
- David Watkin − Rydwany ognia

### Najlepsza scenografia/dekoracja wnętrz
- Norman Reynolds − Poszukiwacze zaginionej Arki
- Assheton Gorton − Kochanica Francuza
- Roger Hall − Rydwany ognia
- Pierre Guffroy − Tess

### Najlepsze kostiumy
- Milena Canonero − Rydwany ognia
- Bob Ringwood − Excalibur
- Tom Rand − Kochanica Francuza
- Anthony Powell − Tess

### Najlepszy dźwięk
- Don Sharpe, Ivan Sharrock, Bill Rowe − Kochanica Francuza
- Gordon Ecker, James R. Alexander, Richard Portman, Roger Heman Jr. − Córka górnika
- Roy Charman, Ben Burtt, Bill Varney − Poszukiwacze zaginionej Arki
- Clive Winter, Bill Rowe, Jim Shields − Rydwany ognia

### Najlepszy montaż
- Thelma Schoonmaker − Wściekły Byk
- John Bloom − Kochanica Francuza
- Michael Kahn − Poszukiwacze zaginionej Arki
- Terry Rawlings − Łowca androidów

### Nagroda im. Anthony’ego Asquita za muzykę
- Carl Davis − Kochanica Francuza
- Burt Bacharach − Artur
- Vangelis − Rydwany ognia
- John Williams − Poszukiwacze zaginionej Arki

### Najbardziej obiecujący debiut aktorski w głównej roli
- Joe Pesci − Wściekły Byk
- Klaus Maria Brandauer – Mefisto
- Timothy Hutton − Zwyczajni ludzie
- Cathy Moriarty − Wściekły Byk

## Podsumowanie
Laureaci

Nagroda / Nominacja

- 3 / 11 – Rydwany ognia
- 3 / 11 – Kochanica Francuza
- 2 / 4 – Atlantic City
- 2 / 4 – Wściekły Byk
- 1 / 3 – Dziewczyna Gregory’ego
- 1 / 3 – Tess
- 1 / 7 – Poszukiwacze zaginionej Arki

Przegrani

- 0 / 2 – Artur
- 0 / 2 – Córka górnika
- 0 / 2 – Zwyczajni ludzie